# Řikov
Řikov je malá vesnice, část obce Ješetice v okrese Benešov. Nachází se asi 2,5 km na jihozápad od Ješetic. V roce 2009 zde bylo evidováno 9 adres.
Řikov leží v katastrálním území Ješetice o výměře 7,24 km².

## Historie
První písemná zmínka o vesnici pochází z roku 1219.

## Pamětihodnosti
- Kaplička